# حكومة أديناور الأولى
أدت حكومة أديناور الأولى بقيادة المستشار كونراد أديناور اليمين في 20 أيلول عام 1949 وأرست مهامها في 06 تشرين الأول 1953. وتشكلت الحكومة بعد انتخابات عام 1949. كلفت بمزاولة العمل كحكومة تصريف أعمال حتى 20 تشرين الأول 1953، لتشكل بعدها حكومة أديناور الثانية، التي تم تشكيلها في أعقاب انتخابات عام 1953.

## روابط خارجية
- مجلس الوزراء الألماني  (بالإنجليزية)
- الوزارات الاتحادية في ألمانيا (بالإنجليزية)